# فربنکس نورت استار بورو (آلاسکا)
فربنکس نورت استار بورو (به انگلیسی: Fairbanks North Star Borough) یک منطقهٔ مسکونی در ایالات متحده آمریکا است که در آلاسکا واقع شده‌است. فربنکس نورت استار بورو ۱۹٬۲۷۹٫۹۸ کیلومتر مربع مساحت دارد.

## خواهرخوانده
شهرهای پونه (شهر) و یاکوتسک خواهرخوانده‌های فربنکس نورت استار بورو، آلاسکا هستند.